# Renate Kasché
Renate Kasché, auch Renate Kasche (* 1. Januar 1945) ist eine deutsche Schauspielerin.

## Leben
Kasché übernahm früh kleine Rollen im Film und beim Fernsehen, darunter die Ruth Wegener in der Fernsehserie Alle meine Tiere mit Gustav Knuth. In den Lausbubengeschichten nach Ludwig Thoma und den ersten zwei Fortsetzungen spielte sie die Schwester des von Hansi Kraus verkörperten Ludwig Thoma. Mit Franz Josef Gottliebs Film Ehepaar sucht gleichgesinntes debütierte sie im erotischen Genre und war in den folgenden Jahren im deutschen und internationalen Sexfilm beschäftigt.

## Filmografie (Auswahl)
- 1961: Davon träumen alle Mädchen
- 1962: Kohlhiesels Töchter
- 1962–1963: Alle meine Tiere (Fernsehserie)
- 1964: Hütet eure Töchter!
- 1964: Lausbubengeschichten
- 1965: Tante Frieda – Neue Lausbubengeschichten
- 1966: Onkel Filser – Allerneueste Lausbubengeschichten
- 1968: Die letzte Rechnung zahlst du selbst
- 1968: Rinaldo Rinaldini (Fernsehserie)
- 1969: Venus im Pelz
- 1969: Ehepaar sucht gleichgesinntes
- 1970: Josefine Mutzenbacher
- 1970: Die nackte Gräfin
- 1970: Josefine Mutzenbacher II – Meine 365 Liebhaber
- 1971: Erotik im Beruf – Was jeder Personalchef gern verschweigt
- 1971: Hausfrauen-Report
- 1971: Ehemänner-Report
- 1971: Paragraph 218 – Wir haben abgetrieben, Herr Staatsanwalt
- 1971: Lady Frankenstein (La figlia di Frankenstein)
- 1972: Die Klosterschülerinnen
- 1972: Laß jucken, Kumpel
- 1972: Eine Armee Gretchen
- 1974: Bohr weiter, Kumpel
- 1974: Laß jucken, Kumpel 3. Teil – Maloche, Bier und Bett
- 1976: Black Emanuelle – Stunden wilder Lust
- 1978: Liebesgrüße aus der Lederhose 4: Die versaute Hochzeitsnacht
- 1978: Liebesgrüße aus der Lederhose, 5. Teil: Die Bruchpiloten vom Königssee
- 1978: Son of Hitler

## Hörspiele (Auswahl)
- 1961: Gertrud Schild: Mensch ohne Namen. Ein Erlebnisbericht – Regie: Hanns Korngiebel (Dokumentarhörspiel – RIAS Berlin)[2]